# 6959 Mikkelkocha
6959 Mikkelkocha è un asteroide della fascia principale. Scoperto nel 1988, presenta un'orbita caratterizzata da un semiasse maggiore pari a 2,8950927 au e da un'eccentricità di 0,1144586, inclinata di 13,50577° rispetto all'eclittica.
L'asteroide è dedicato a Mikkel Kock Augustesen, nipote dello scopritore.